# Dehesa de Terrines
Dehesa en la zona noreste de Badajoz, en España, entre los ríos Guadiana y Zújar, perteneciente al municipio de Esparragosa de Lares y situada entre esta localidad y Orellana la Vieja, muy ligada a la trashumancia de ovejas merinas.

## Descripción

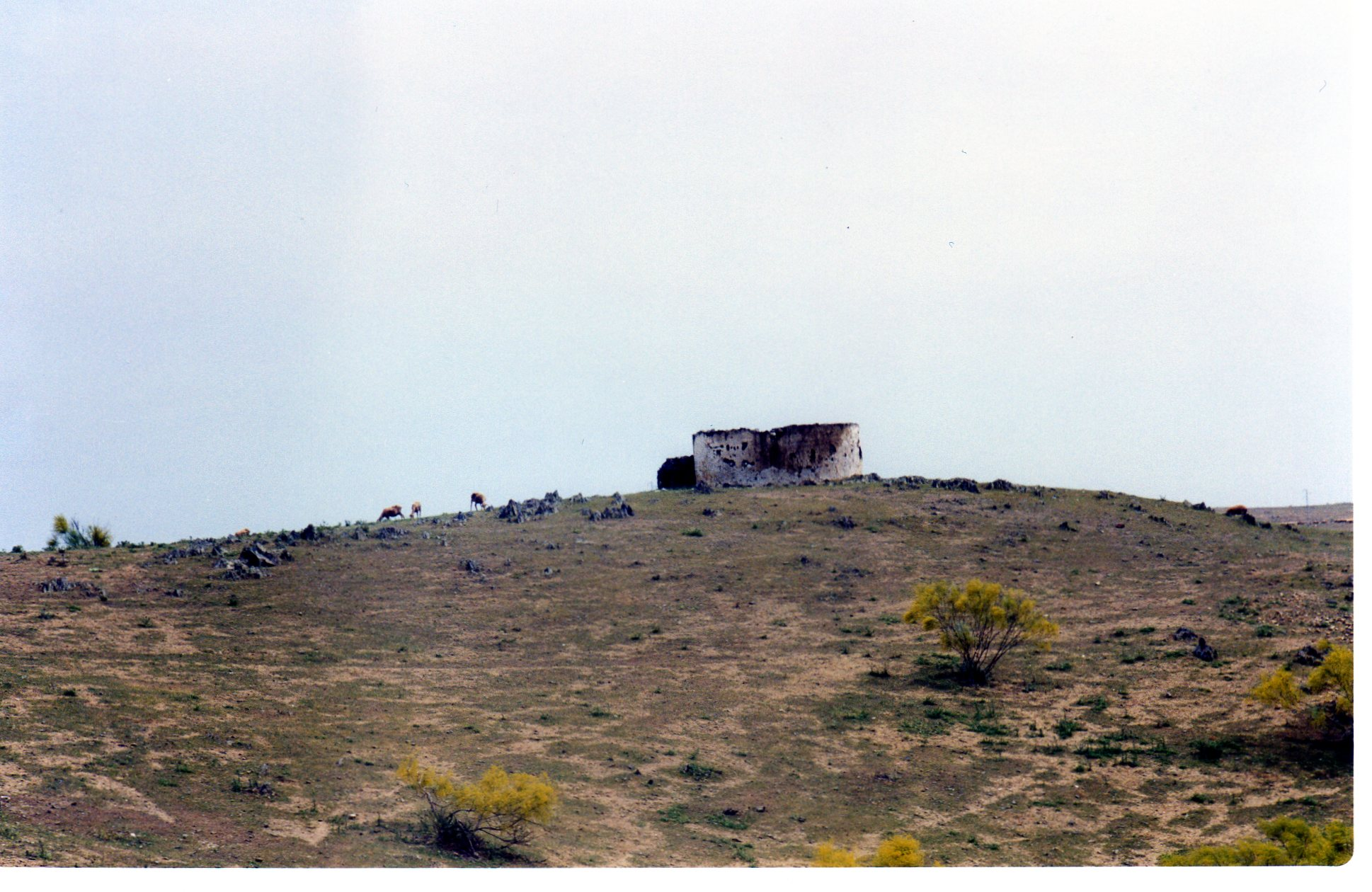
Restos del chozo en la Sevillana

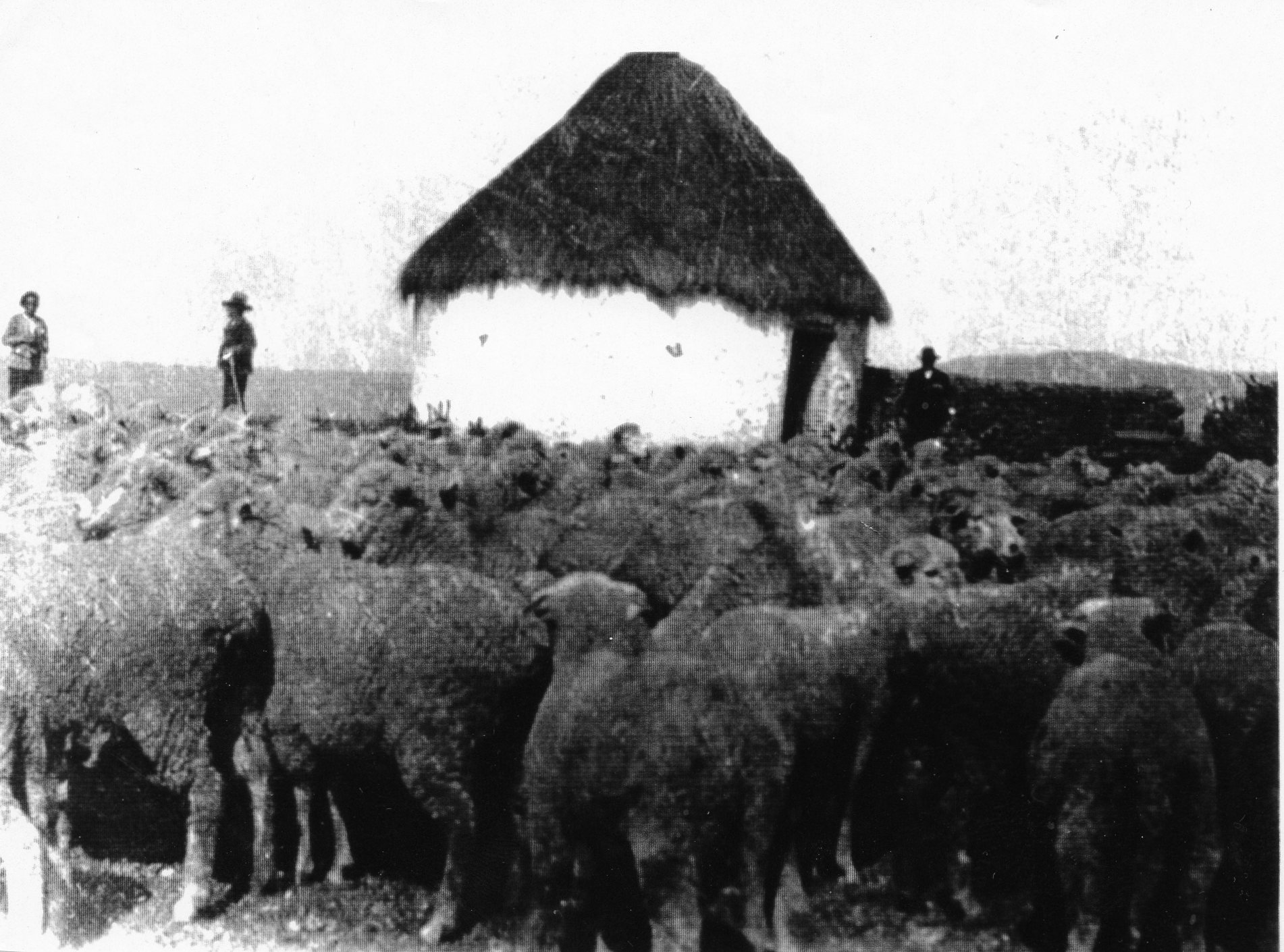
Antiguo chozo, ovejas y pastores

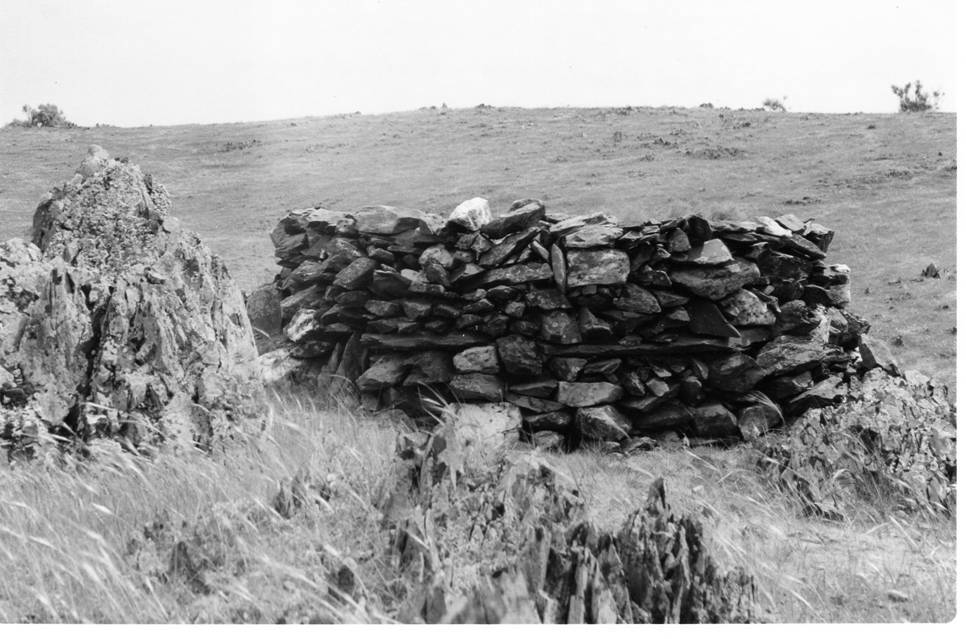
Terruco de Pedro en La Sevillana

En realidad, la dehesa de Terrines es una encomienda, que según A. Álvarez constaba de siete dehesas: Sierraerdeña, la Sevillana, la Veguilla, la Barquilla, Sietetoriles, la Hortezuela y Hernán Cabrera; algunas lindando al Zújar y las tres últimas sobre la Tiesa, denominación de la altiplanicie que separa las vertientes del Guadiana y del Zújar. La Sevillana ocupaba todo el ancho, desde la vega del Zújar hasta la Tiesa.
El terreno es bastante pizarroso, sin árboles, con abundante tomillo y retama. La zona lindante al Zújar es más fértil, alternando lomas y vegas, mientras que la zona más alta, la Tiesa, es una altiplanicie poco productiva, además de fría y ventosa. En verano todo el terreno se agosta y el pasto se seca con el calor implacable. Partes de la zona baja han sido inundadas por el embalse del Zújar.

## Propietarios  y utilización
La encomienda formaba parte de la Real Dehesa de la Serena, siendo sus pastos considerados como de muy buena calidad. Según el diccionario Madoz, en 1845 Terrines pertenecía a los marqueses de la Alameda, Tolosa y Perales. En la casa de Sietetoriles aparece el escudo de los marqueses de Perales, que fueron los principales propietarios de La Serena en el siglo XIX.
En la primera mitad del siglo XX pertenecía a Juan Cuesta Fernández, ganadero y abogado de Villanueva de la Serena, cuyo padre Juan Cuesta Cuesta había sido administrador de las cabañas de Miguel-Romero y Montalvo, de los que parece que procedían las dehesas.  En ese tiempo, la encomienda estaba dedicada al pasto de las ovejas merinas  de la cabaña de Cuesta, ocupando un rebaño cada dehesa. Cuando en verano los cuatro rebaños de ovejas trashumantes de la cabaña de Cuesta se desplazaban a la montaña leonesa oriental, los tres rebaños de ovejas estantes de la misma cabaña ocupaban toda la superficie de Terrines.
En la segunda mitad del siglo XX la dehesa seguía dedicándose a la explotación ganadera principalmente de ovejas estantes.

## Cañada Real Leonesa Oriental
En el término de Esparragosa de Lares la cañada real leonesa oriental se divide en dos ramales; el ramal oriental se encaminaba hacia Cabeza de Buey donde, en la encomienda del Tomelloso, tenían la invernada los rebaños de la cabaña de Rojas; el ramal occidental continúa por toda La Serena hacia el oeste, paralelo al antiguo camino real, hoy carretera asfaltada, que une Esparragosa de Lares con Villanueva de la Serena, atravesando primero las dehesas de Bodeguilla Cimera y Bodeguilla Bajera y prosiguiendo por la de Terrines, que era atravesada por la zona alta de la Tiesa, y donde los rebaños de la cabaña de Cuesta finalizaban el camino. 
Así describe en 1852 el visitador extraordinario Juan Manuel Escanciano –pastor de Tejerina de la cabaña de Perales, al que el marqués de Perales, entonces presidente de la Asociación de ganaderos del reino, le encomendó la misión de reconocer y describir dicha cañada– el paso de la cañada por el término de Esparragosa de Lares: “Entra en el de Esparragosa de Lares desde el citado arroyo de Guadalema,/ Al alto de la Sierra,/ Por tierra yerma y baldía,/ Al sitio de la Jarilla,/ Al Boquerón,/ Cerro del Calderín,/ El Lavandero,/ El Tejar,/ La Solana,/ Por cima de la ermita de Nuestra Señora de la Cueva,/ Falda de dicha sierra, que queda a la derecha,/ Al contadero de Esparragosa. En este sitio se forman dos ramales: el de la izquierda se dirige a Cabeza de Buey. El de la derecha (que se va describiendo), continúa por la jurisdicción de Esparragosa por toda la Serena abajo,/ Entre las dehesas de la Bodeguilla Cimera y Bodeguilla Bajera;/ Deja  al izquierda la dehesa de Monreal,/ Prosigue por las de los Terrines y Soterraña, cerca del río Guadiana,/ Pasa el río Sujar (sic) por la barca de Esparragosa y Campanario,/ Entra en la jurisdicción comunera con Castuera y otras villas de la Serena,/ Pasa junto a la dehesa Portugalesa,/ Sube por la orilla del río Guadalefra,/ Hasta el sitio de los Villaraltos./ Entra la cañada en jurisdicción de Castuera por dicho sitio de los Villaraltos”.

## Memorias de un zagal
En la dehesa la Sevillana transcurre el libro “Memorias de un zagal. Un viaje a la Extremadura leonesa” de Bonifacio Álvarez Rodríguez. En el libro se narra de manera minuciosa la vida de los pastores “serranos” de la cabaña de Cuesta en la dehesa La Sevillana durante el invierno de 1930-1931. En la Sevillana aún pueden observarse construcciones relacionadas con la trashumancia y con la vida de los pastores en la dehesa, como los restos del chozo y un par de “terrucos” −construcciones de piedra en forma de Y que realizaban los pastores para protegerse del viento−.

## La villa romana “La Sevillana”
En la zona baja de la Sevillana cubierta en la actualidad por las aguas del embalse del Zújar, se encontró el yacimiento arqueológico de la villa romana de La Sevillana.
Con motivo de la construcción del embalse de la Serena, entre los años 1987 y 1989 se procedió a la excavación de la Villa Romana de La Sevillana, situada en la vega de dicha dehesa, en la zona cercana al río Zújar. Esta villa conservaba toda su parte urbana o vivienda señorial, edificada con cierta suntuosidad, estando todas las habitaciones pavimentadas con mosaicos de motivos geométricos que fueron recuperados. Se observaron, además, otras dependencias dedicadas a termas y diversos espacios dedicados a la explotación agrícola y a la producción de vino. Se trataba por tanto de una villa de utilidad mixta, urbana y rústica, cuya cronología se puede situar según los expertos en la segunda mitad del siglo IV d. C.

## El embalse del Zújar
Para regular el caudal del Zújar −uno de los ríos más irregulares de España− y para su aprovechamiento en el regadío de la zona, en 1964 se construyó el embalse del Zújar, dentro de las actuaciones Plan Badajoz. Posteriormente, en su mismo vaso, se construyó el enorme embalse de la Serena −segunda mayor bolsa de agua de la península ibérica y uno de los mayores de Europa−, cuyos trabajos finalizaron en 1989. La construcción de ambos embalses ha supuesto un cambio radical en el paisaje de la zona de La Serena que ha pasado de ser una zona árida y seca, a una especie de mar interior de agua dulce.
La presa del embalse del Zújar se construyó en parte sobre terrenos de la dehesa de Sierraerdeña, dentro de Terrines. Buena parte de las dehesas de la zona baja y las vegas cercanas al Zújar están en la actualidad inundadas por el agua embalsada.